# Parafia Trójcy Przenajświętszej i św. Anny w Prostyni
Parafia pw. Trójcy Przenajświętszej i świętej Anny w Prostyni – parafia rzymskokatolicka, należąca do dekanatu Łochów, diecezji drohiczyńskiej, metropolii białostockiej. 

## Zasięg parafii
Do parafii należą wierni z miejscowości: Bojary, Boreczek, Grądy, Kiełczew, Kolonia Złotki, Majdan Kiełczewski, Orzełek, Poniatowo, Prostyń, Rytele Święckie, Treblinka, Wólka Dolna, Wólka Okrąglik i Złotki.